# Dengitzik hun király
Dengitzik (más írásmódokban Dintzik, Dengizich, Δεγγιζίχ/Dengizikh, Dikkiz) hun herceg, majd király (455–469), Attila hun király és Arikan középső fia. Nevének jelentése törökül „déli szél, tengeri szél”. Attila halála után öccsével, Ernakkal együtt szembefordult a trónörökössel, bátyjával, Ellakkal, akiből a következő hun nagykirály lett, majd menekülni kényszerültek.
456-57 telén Dengitzik sikertelenül üldözte „szökött rabszolgáit”, Valamir osztrogótjait. 459-ben ostromolni kezdte Bassiana (ma Donji Petrovci Horvátország) erősségét, ezzel megmentve a Pannoniában maradt hun sadagarokat Valamer támadásától. A 460-as években megszilárdította uralmát az al-dunai és pontusi steppék felett.
467-ben I. León bizánci császártól lehetőséget követelt egy határ menti kereskedőváros megnyitására. A visszautasítás után háborút indított, de vereséget szenvedett, és maga is elesett a harcban. Fejét karóra tűzve mutogatták Konstantinápolyban. Halálával a hunok európai történelme véget ért.
A legendák szerint Szádelőnél a gótokkal való ütközetben halt meg és temette el ott helyben a testvére, Ellák: A legendák szerint Dengezik herceg - Attila hun király fia - szárnyas lováról Szádelőnél zuhant alá a mélybe, amikor a gótok üldözték. Testvére, Ellák herceg talált rá Dengezik holttestére és a völgy egyik barlangjában temettette el a kincseivel együtt, a barlang nyílása elé hatalmas sziklát helyeztek el, ez a Ravatal szikla. Ellák herceg a népével együtt letelepedett a völgy bejáratánál, a mai Szádelő község helyén. Egy éjszaka a pásztorok lovak nyerítésére és csákányok hangjára ébredtek. Sírrablók próbálták megszerezni a hun kincseket, de reggelre bezárult mögöttük a völgy, mind odavesztek.[forrás?]